# Ricardo Montalbán

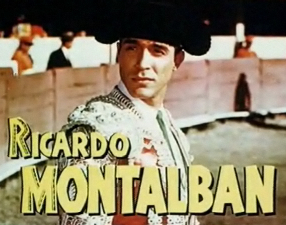
Ricardo Montalban in Fiesta

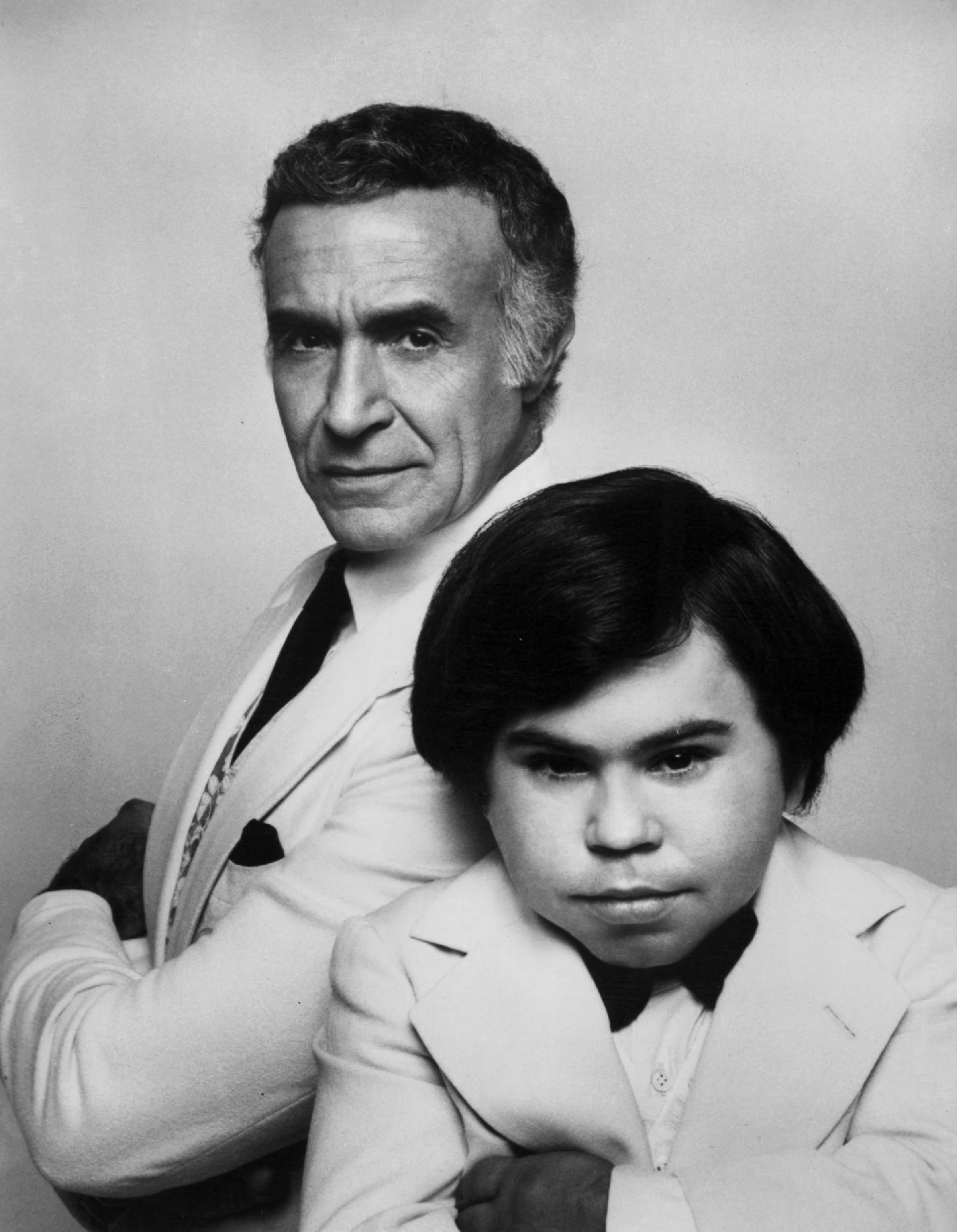
Met Hervé Villechaize in Fantasy Island

Ricardo Gonzalo Pedro Montalbán y Merino (Mexico-Stad, 25 november 1920 – Los Angeles, 14 januari 2009) was een Mexicaans-Amerikaans acteur. 

## Loopbaan
Montalbán werd vooral bekend als de charismatische Mr. Roarke in de televisieserie Fantasy Island. Hij debuteerde echter al in 1942, in de film Five Were Chosen en verscheen in bijna 170 producties op het witte doek en op televisie. Hij speelde onder meer gastrollen in Wagon Train, Bonanza, Alfred Hitchcock Presents, Dr. Kildare, Burke's Law, Ironside, Gunsmoke, Hawaii Five-O, Murder, She Wrote, The Golden Palace en Columbo.
Verder verscheen hij als Khan in de Star Trekfilm Star Trek II: The Wrath of Khan uit 1982 (een rol die hij eerder al speelde in de aflevering Space Seed in het eerste seizoen van Star Trek). Ook was hij als Zach Powers te zien in de soapserie The Colbys, een spin-off van Dynasty. In 1988 verscheen hij als schurk Vincent Ludwig in The Naked Gun: From the Files of Police Squad!. In 2002 en 2003 verscheen hij als grootvader in twee Spy Kids-films. Verdere filmrollen speelde hij onder meer in Cannonball Run II, twee Planet of the Ape-films, The Singing Nun en The Money Trap.
Voor zijn rol in de miniserie How the West Was Won won hij in 1978 een Emmy.
Het laatste wat hij deed als acteur was een stem inspreken voor de populaire tekenfilmserie Family Guy. Hij sprak de laatste jaren wel meer stemmen in voor animatieseries, zo was hij ook te horen in afleveringen van Kim Possible, Freakazoid!, Dora the Explorer en Buzz Lightyear of Star Command.

## Privéleven
Montalbán trouwde op 26 oktober 1944 met Georgiana Young, een zus van Loretta Young. Young overleed op 13 november 2007, na een huwelijk van meer dan 63 jaar. Montalbán overleed in 2009 op 88-jarige leeftijd.

## Filmografie
*Exclusief televisiefilms
| - The Ant Bully (2006, stem) - Spy Kids 3-D: Game Over (2003) - Spy Kids 2: The Island of Lost Dreams (2002) - The Naked Gun: From the Files of Police Squad! (1988) - Cannonball Run II (1984) - Star Trek II: The Wrath of Khan (1982) - Mission to Glory: A True Story (1977) - Joe Panther (1976) - Won Ton Ton: The Dog Who Saved Hollywood (1976) - The Train Robbers (1973) - Conquest of the Planet of the Apes (1972) - Escape from the Planet of the Apes (1971) - The Deserter (1971) - Sweet Charity (1969) - Blue (1968) - Sol Madrid (1968) - The Longest Hundred Miles (1967) - The Singing Nun (1966) - Madame X (1966) - The Money Trap (1965) - ¡Buenas noches, año nuevo! (1964) - Cheyenne Autumn (1964) - Love Is a Ball (1963) - The Reluctant Saint (1962) - Hemingway's Adventures of a Young Man (1962) - Gordon, il pirata nero (1961) - Let No Man Write My Epitaph (1960) - Sayonara (1957) - Los amantes del desierto (1957) - Three for Jamie Dawn (1956) - A Life in the Balance (1955) | - La cortigiana di Babilonia (1954) - Sombra verde (1954) - The Saracen Blade (1954) - Latin Lovers (1953) - Sombrero (1953) - My Man and I (1952) - Across the Wide Missouri (1951) - The Mark of the Renegade (1951) - Two Weeks with Love (1950) - Right Cross (1950) - Mystery Street (1950) - Battleground (1949) - Border Incident (1949) - Neptune's Daughter (1949) - The Kissing Bandit (1948) - On an Island with You (1948) - Fiesta (1947) - Fantasía ranchera (1947) - Pepita Jiménez (1946) - La casa de la zorra (1945) - La hora de la verdad (1945) - Nosotros (1945) - Cadetes de la naval (1945) - La fuga (1944) - Five Were Chosen (1944) - Cinco fueron escogidos (1943) - Santa (1943) - La razón de la culpa (1943) - La virgen que forjó una patria (1942) - El verdugo de Sevilla (1942) - Los tres mosqueteros (1942) |

- Bibsys: 99006535
- Biblioteca Nacional de España: XX1189440
- Bibliothèque nationale de France: cb146568055 (data)
- CiNii: DA13455160
- Gemeinsame Normdatei: 143269801
- International Standard Name Identifier: 0000 0001 0893 6688
- Library of Congress Control Number: n79139139
- MusicBrainz: 4bab5143-333e-4475-9586-22e7fb52e182
- National Archives and Records Administration: 10581930
- Nationale bibliotheek van Australië: 35974511
- Nationale Bibliotheek van Israël: 987007327127505171
- Nationale Bibliotheek van Polen: a0000001682507
- Réseau des bibliothèques de Suisse occidentale: 02-A024249914
- SNAC: w6qv4h14
- Système universitaire de documentation: 087147696
- Virtual International Authority File: 44562497
- WorldCat: E39PBJvhpgfFGhJvbyk3ffJkXd